# Yarda

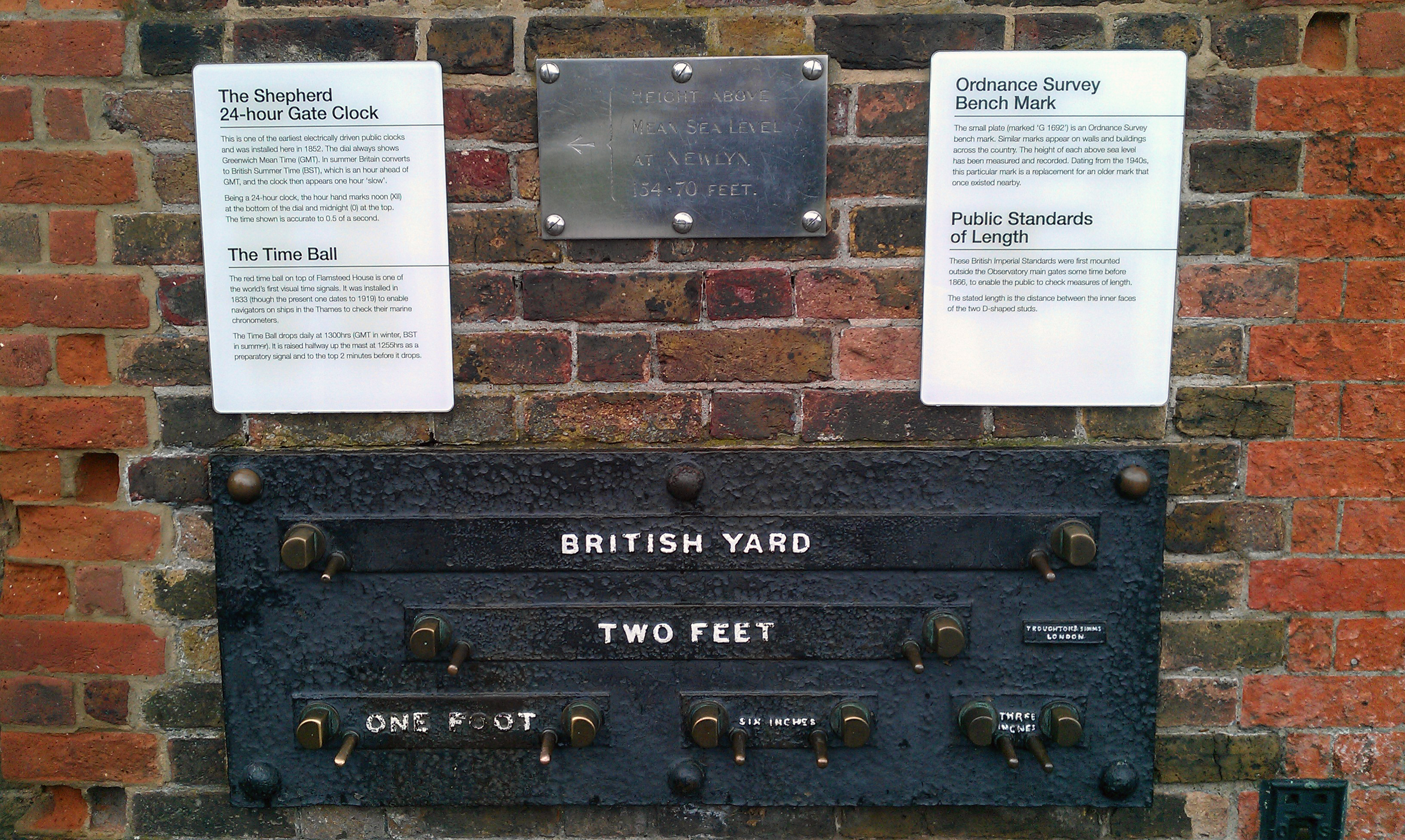
Patrón ubicado en el observatorio de Greenwich.

La yarda (del inglés: yard) (símbolo: yd) es la unidad de longitud básica en los sistemas de medida utilizados en Estados Unidos, Panamá[cita requerida] y Reino Unido. En casi todos los países se usa oficialmente el metro como la medida de longitud, y en los países mencionados se está en etapa de transición. 
Equivalencias:
1 yd =  0.9144 m
1 m = 1.093 yd

## Historia

### Origen
El origen de la medida de la yarda es incierto. Tanto los romanos como los galeses utilizaban múltiplos de un pie más corto, pero 2 1⁄2  Los pies romanos eran un "paso" (en latín: gradus) y 3  los pies galeses eran un "paso" (en galés: cam). El protogermánico cubit o longitud del brazo ha sido reconstruido como *alinâ, que se desarrolló en el inglés antiguo ęln, inglés medio elne, y el moderno ell de 1,25 yardas (1,1 m). Esto ha llevado a algunos a derivar la yarda de tres pies ingleses del paso; a otros del ell o del cubit; y a otros del estándar de brazo de Enrique I. Basándose en la etimología de la otra "yarda", algunos sugieren que originalmente derivó de la circunferencia de la cintura de una persona, mientras que otros creen que se originó como una medida cúbica. Un informe oficial británico escribe:
El patrón de medida siempre se ha tomado o bien de alguna parte del cuerpo humano, como un pie, la longitud del brazo, la envergadura de la mano, o bien de otros objetos naturales, como un grano de cebada, u otro tipo de grano. Pero la yarda fue el estándar original adoptado por los primeros soberanos ingleses, y se supone que se basó en la anchura del pecho de la raza sajona. La yarda se mantuvo hasta el reinado de Enrique VII, cuando se introdujo la olla, que era una yarda y cuarto, o 45 pulgadas. El alargamiento se tomó prestado de los pañeros de París. Posteriormente, sin embargo, la reina Isabel reintrodujo la yarda como patrón de medida inglés.

### Del ell a la yarda
El registro más antiguo de un prototipo de medida es el estatuto II Edgar Cap. 8 (AD 959 x 963), que sobrevive en varios manuscritos variantes. En él, Edgar el Pacífico ordenó al Witenagemot en Andover, Hampshire que "la medida celebrada en Winchester" se observara en todo su reino. (En algunos manuscritos se lee "en Londres y en Winchester".) Los estatutos de William I hacen igualmente referencia y mantienen las medidas estándar de sus predecesores sin nombrarlos.
La obra de Guillermo de Malmesbury Hechos de los reyes de Inglaterra registra que durante el reinado de Enrique I (1100 - 1135), "la medida de su brazo se aplicó para corregir el falso ell de los comerciantes y se impuso a todos en toda Inglaterra"." La cuento popular de que la longitud estaba limitada por la nariz del rey se añadió algunos siglos después. C.M. Watson tacha el relato de Guillermo de "infantil", pero Guillermo fue uno de los historiadores medievales más concienzudos y fiables. La francesa "pie de rey" se suponía derivada de Carlomagno, y los reyes ingleses intervinieron posteriormente en repetidas ocasiones para imponer unidades más cortas con el objetivo de aumentar los ingresos fiscales.
La definición más antigua que se conserva de esta unidad más corta aparece en la Ley sobre la composición de yardas y perchas, uno de los estatutos de fecha incierta fechado tentativamente en el reinado de Eduardo I o II c. 1300. Su redacción varía en los relatos que se conservan. Uno de ellos dice: Algodón MS Claudius D2, citado y traducido en Ruffhead.
Se ordena que 3 granos de cebada secos y redondos hacen una pulgada, 12 pulgadas hacen 1 pie, 3 pies hacen 1 yarda, 5 yardas y media hacen una perca, y 40 percas de largo y 4 de ancho hacen un acre.
La compilación Liber Horn (1311) incluye ese estatuto con una redacción ligeramente diferente y añade:
Y recuérdese que la yarda de hierro de nuestro Señor el Rey contiene 3 pies y no más, y un pie debe contener 12 pulgadas por la medida correcta de esta yarda medida, a saber, la 36ª parte de esta yarda medida correctamente hace 1 pulgada ni más ni menos y 5 yardas y media hacen una perca que es 16 pies y medio medidos por la yarda mencionada de nuestro Señor el Rey. 
En algunos de los primeros libros, esta ley se adjuntaba a otro estatuto de fecha incierta titulado Estatuto para la medición de tierras. La ley no fue derogada hasta la Ley de pesos y medidas de 1824.

### Yarda y pulgada
En una ley de 1439 (18 Enrique VI. Cap. 16.) se abolió la venta de telas por "yarda y puñado" y se instituyó la "yarda y pulgada".
Sólo habrá una medida de paño en todo el reino por yarda y pulgada, y no por yarda y puñado, según la medida de Londres.

Según Connor, los comerciantes de telas habían vendido anteriormente telas por yardas y puñados para evadir los altos impuestos sobre las telas (el puñado extra era esencialmente una transacción en el mercado negro). Los esfuerzos por hacer cumplir la ley hicieron que los comerciantes de telas se pasaran a la yarda y la pulgada, momento en el que el gobierno se rindió e hizo oficial la yarda y la pulgada. En 1552, la yarda y la pulgada para la medición de telas se sancionó de nuevo en la ley (5 y 6 Eduardo VI Cap. 6. Una ley para la verdadera fabricación de telas de lana)

XIV. Y que todas y cada una de las telas anchas y las telas llamadas telas de Taunton, Bridgwaters, y otras telas que se hagan después de la mencionada fiesta en Taunton, Bridgwater o en otros lugares del mismo tipo, deberán contener en el agua entre doce y trece yardas, yarda y pulgada de la regla, y en la anchura siete cuartos de yarda: (2) Y todo paño estrecho fabricado después de la citada fiesta en las citadas ciudades o en cualquier otro lugar de la misma clase, deberá contener en el agua una longitud de entre tres y veinte y cinco y veinte yardas, yarda y pulgada de la regla antes mencionada, y en la anchura una yarda de la misma medida; (3) y todo paño de este tipo, tanto ancho como estrecho, que esté bien escardado, espesado, molido y completamente seco, deberá pesar xxxiv. li. la Pieza como mínimo. XV. Y que todas las telas denominadas Check-Kersie y Straits, que se confeccionen después de la citada fiesta, deberán contener, estando mojadas, entre diecisiete y dieciocho yardas, con las pulgadas, como se ha dicho anteriormente, y en anchura, una yarda como mínimo en el agua; y estando bien escardadas, espesadas, molidas y completamente secas, pesarán xxiv. li. la pieza como mínimo.

La yarda y la pulgada para la medida de los paños también se sancionó de nuevo en la legislación de 1557-1558 (4 y 5 Felipe y María Cap. 5. An act touching the making of woolen clothes. par. IX.)
IX. Ítem, Que todo kersie ordinario mencionado en dicha ley deberá contener en el agua entre xvi. y xvii. yardas, yarda y pulgada; y estando bien desgrasado grueso, molido, aderezado y completamente seco, deberá pesar diecinueve libras la pieza como mínimo:...
En fecha tan reciente como 1593, el mismo principio se encuentra mencionado una vez más (35 Isabel. Cap. 10. Un acto para la reforma de diversos abusos en la ropa, llamada Devonshire kerjies  [sic] o docenas, de acuerdo con una proclamación del trigésimo cuarto año del reinado de nuestra soberana señora la Reina que ahora es. par. III.)
(2) y todos y cada uno de los mismos kersies o docenas de Devonshire, estando así en bruto, y tal como salen del telar del tejedor (sin trasegar, estirar, forzar o cualquier otro dispositivo para aumentar su longitud) contendrán en longitud entre quince y dieciséis yardas por la medida de yarda y pulgada por la regla,...

### Estándares físicos
Una de las yardas más antiguas que existen es la de la Worshipful Company of Merchant Taylors. Consiste en una vara de hierro hexagonal 5/8 de pulgada (1,6 cm) de diámetro y 1/100 de pulgada (0 cm) corta de una yarda, encerrada dentro de una vara de plata con el sello de 1445. A principios del siglo XV, la Merchant Taylors Company fue autorizada a "hacer la búsqueda" en la apertura de la Feria anual de telas del día de San Bartolomé. A mediados del siglo XVIII, Graham comparó la yarda estándar de la Royal Society con otros estándares existentes. Se trataba de un estándar "en desuso" realizado en 1490 durante el reinado de Enrique VII, y una yarda de latón y un ell de latón de 1588 en la época de Reina Isabel y que todavía se utilizaba en ese momento, mantenidos en el Exchequer; un patio de latón y un codo de latón en el Guildhall, Londres; y un patio de latón presentado a la Worshipful Company of Clockmakers por el Exchequer en 1671. La yarda del Exchequer se tomó como "verdadera"; se encontró que la variación era de +1⁄20 a -1⁄15 de una pulgada, y se hizo una graduación adicional para la yarda del Exchequer en el estándar de la Royal Society. En 1758 la legislatura exigió la construcción de una yarda estándar, que se hizo a partir del estándar de la Royal Society y se depositó en la secretaría de la Cámara de los Comunes; se dividió en pies, uno de los pies en pulgadas, y una de las pulgadas en décimas. Una copia de la misma, pero con mejillas verticales entre las que se podían colocar otras varas de medir, se hizo para el Exchequer para su uso comercial.

### La Gran Bretaña delsigloXIX
Tras las investigaciones de la Royal Society realizadas por John Playfair, Hyde Wollaston y John Warner en 1814, un comité del parlamento propuso definir la yarda estándar basándose en la longitud de un péndulo de segundos. Esta idea fue examinada pero no aprobada. La Ley de Pesos y Medidas de 1824 (5° George IV. Cap. 74. ) An Act for ascertaining and establishing Uniformity of Weights and Measures estipula que:
Desde y después del Primer Día de Mayo de mil ochocientos veinticinco la Línea Recta o Distancia entre los Centros de los dos puntos en los tacos de oro de la vara de latón recta que ahora se encuentra bajo la custodia del secretario de la Cámara de los Comunes, en la que están grabadas las palabras y las cifras "Standard Yard 1760", será, y así se declara, el estándar original y genuino de la medida de longitud o extensión lineal llamada Yard; y que la misma línea recta o distancia entre los centros de los dos puntos mencionados en los pernos de oro en la barra de latón, estando el latón a una temperatura de sesenta y dos grados según el termómetro "Fahrenheit", será y se denomina por la presente la yarda estándar imperial y será y se declara por la presente la unidad o única medida estándar de extensión, de la que se derivarán, calcularán y determinarán todas las demás medidas de extensión, ya sean lineales, superficiales o sólidas; y que todas las Medidas de Longitud se tomarán en Partes o Múltiplos, o ciertas Proporciones de dicha Yarda Estándar; y que una tercera Parte de dicha Yarda Estándar será un Pie, y la Duodécima Parte de dicho Pie será una Pulgada; y que la Vara o Percha en Longitud contendrá Cinco de dichas Yardas y Media, el Furlong Doscientas Veinte de dichas Yardas, y la Milla Mil Setecientas Sesenta de dichas Yardas. 
En 1834, el principal estándar de yardas imperial fue parcialmente destruido en un incendio conocido como el Incendio del Parlamento. Las siguientes referencias son útiles para identificar a los autores de la referencia anterior: Ref., y Ref.}}. En 1838, se formó una comisión para reconstruir los estándares perdidos, incluyendo la libra troy, que también había sido destruida. En 1845, se construyó un nuevo patrón de yardas basado en dos patrones previamente existentes conocidos como A1 y A2, ambos realizados para el Ordnance Survey, y el R.S. 46, la yarda de la Royal Astronomical Society. Los tres habían sido comparados con el estándar imperial antes del incendio.
El nuevo estandarte estaba fabricado con el metal de Baily n.º 4, que consistía en 16 partes de cobre, 2 1⁄2 partes de estaño y 1 parte de zinc. Tenía 38 pulgadas de largo y 1 pulgada de cuadrado. La Ley de Pesos y Medidas de 1855 concedió el reconocimiento oficial a los nuevos estándares. Entre 1845 y 1855 se construyeron cuarenta patrones de yardas, uno de los cuales fue seleccionado como el nuevo patrón imperial. Otros cuatro, conocidos como Copias Parlamentarias, se distribuyeron a la Real Casa de la Moneda, la Real Sociedad de Londres, el Real Observatorio de Greenwich y el Nuevo Palacio de Westminster, comúnmente llamado las Casas del Parlamento. Los otros 35 patrones de yardas se distribuyeron a las ciudades de Londres, Edimburgo y Dublín, así como a Estados Unidos y otros países (aunque solo los cinco primeros tenían carácter oficial). El patrón imperial recibido por Estados Unidos se conoce como "Bronze Yard No. 11"
La Ley de Pesos y Medidas de 1878 confirmó el estatus del estándar de la yarda existente, ordenó intercomparaciones regulares entre los diversos estándares de la yarda, y autorizó la construcción de una Copia Parlamentaria adicional (hecha en 1879 y conocida como Copia Parlamentaria VI).

### Definición de la yarda en términos del metro
Las mediciones posteriores revelaron que el patrón de yarda y sus copias se encogían a un ritmo de una parte por millón cada veinte años debido a la liberación gradual de la tensión sufrida durante el proceso de fabricación.
El medidor prototipo internacional, en cambio, era comparativamente estable. Una medición realizada en 1895 determinó que la longitud del metro era 39,370113 pulgadas con respecto a la yarda estándar imperial. La Ley de pesos y medidas (métricas) de 1897 junto con la Order in Council 411 (1898) hicieron oficial esta relación. Después de 1898, la definición legal de facto de la yarda pasó a ser aceptada como 36⁄39,370113 de un metro.
La yarda (conocida como "yarda internacional" en los Estados Unidos) se definió legalmente como exactamente 0,9144 metro en 1959 en virtud de un acuerdo en 1959 entre Australia, Canadá, Nueva Zelanda, Sudáfrica, el Reino Unido y los Estados Unidos. En el Reino Unido, las disposiciones del tratado fueron ratificadas por la  Ley de Pesos y Medidas de 1963. El Imperial Standard Yard de 1855 pasó a llamarse United Kingdom Primary Standard Yard y mantuvo su estatus oficial como yarda prototipo nacional.

## Descripción
En consonancia con otras medidas basadas en las proporciones del cuerpo humano definidas por Vitrubio, una yarda corresponde a la mitad de la longitud de los brazos extendidos, lo que equivale a tres pies. Por este motivo, es conceptualmente equivalente a una vara española (también equivalente a tres pies castellanos). Entonces, no hay que confundir el rod anglosajón, cuya traducción al español sería vara o caña, con la antigua medida española llamada vara.
En el sistema anglosajón existen cuatro yardas, a saber:
- yarda oficial inglesa: variable por la aleación de bronce con la que fue construido el patrón en 1895.
- yarda oficiosa inglesa: 0,914398416 m a 62 °F (16,67 °C).
- yarda americana: 0,914401829 m a 68 °F (20 °C).
- yarda industrial americana: 0,9144 m a 68 °F (20 °C).

El Acuerdo Internacional sobre la Yarda y la Libra de julio de 1959 definió la longitud de la yarda internacional en los Estados Unidos y los países de la Mancomunidad de Naciones en exactamente 0,9144 metros. Esta era 2 ppm más corta que la definición anterior de EE. UU. y 1,7 ppm más larga que la definición británica anterior.
El acuerdo de 1959 concluyó una serie de eventos paso a paso, desencadenados en particular por la adopción por parte de la British Standards Institution de una pulgada estándar científica de 25,4 milímetros en 1930.
Dado que la unidad más empleada en el ámbito industrial y técnico es la pulgada (=1/36 yardas), para evitar los inconvenientes debidos a la discrepancia entre las yardas inglesa y americana se ha convenido que 1 pulgada = 25,4 mm a 20 °C, quedando el metro y la yarda relacionados por la ecuación mostrada al inicio.

### Equivalencias
- 0,000189393939393939, o 1/5280 leguas imperiales
- 0,0005681818181818, o 1/1760 millas
- 0,0045454545454545, o 1/220 furlongs
- 0,04545454545454545, o 1/22 cadenas
- 0,1818181818181818, o 2/11 rods
- 3 pies
- 36 pulgadas
- 36.000 miles
- 0,9144 metros